# 日本シミュレーション学会
日本シミュレーション学会 (英: Japan Society for Simulation Technology) は理工学・産業の多くの専門分野においてシミュレーションの学理と技術に関する研究討論と情報交換を行う学術団体である。1981年6月に設立されて以来、システム分析とモデリング、シミュレーションの技法、計算力学、画像・音声処理、シミュレーション言語とその応用、シミュレーション用ハードウェアに関する研究を扱っている。

## 研究委員会
日本シミュレーション学会は傘下に以下の分野を扱う研究委員会を設けている。
- AI
- 精度保証付シミュレーション技術[2][3][4][5]
- 可視化・シミュレーション技術
- ナチュラルバイオコンピューティング技術
- 多次元移動通信網
- シミュレーションソフトウェア分野別調査研究委員会
- 非線形現象の高性能数値解析技術[6][7][8][9]

## 出版物
和文・英文論文誌とシミュレーション辞典 (コロナ社) の他に、森北出版から複数の教科書を刊行している。

## 主な賛助会員[15]
- キャノン
- コロナ社
- 住友電気工業
- 東京ガス
- 日本電気
- 日立製作所
- 富士通
- リコー